# Zabić czas
Zabić czas (oryg. Killing Time) – rumuńska komedia kryminalna z 2012 roku w reżyserii Florina Piersica Juniora. 
Zdjęcia kręcono w Bukareszcie. Światowa premiera filmu miała miejsce na Warszawskim Festiwalu Filmowym w październiku 2012.

## Opis fabuły
Czarna komedia, dedykowana Quentinowi Tarantino. W pustym mieszkaniu dwóch płatnych zabójców czeka na człowieka, którego mają uśmiercić. Po kilku godzinach obaj mężczyźni są zirytowani bezczynnością. Banalna pogawędka dla zabicia czasu w tej sytuacji okaże się tragiczna w skutkach.

## Obsada
- Florin Piersic Junior jako zabójca 1
- Cristian Gutau jako zabójca 2
- Olimpia Melinte jako sąsiadka
- Florin Zamfirescu
- Daniel Popa

## Nagrody i wyróżnienia
Warszawski Międzynarodowy Festiwal Filmowy
- Nominacja do nagrody Free Spirit Award